# Australothele bicuspidata
Espèce
Australothele bicuspidata est une espèce d'araignées mygalomorphes de la famille des Euagridae.

## Distribution
Cette espèce est endémique de Nouvelle-Galles du Sud en Australie. Elle se rencontre dans le parc national de la Nouvelle-Angleterre.

## Description
La carapace de la femelle holotype mesure 6,38 mm de long sur 5,00 mm et l'abdomen 9,10 mm de long sur 6,30 mm.

## Publication originale
- Raven, 1984 : Systematics of the Australian curtain-web spiders (Ischnothelinae: Dipluridae: Chelicerata). Australian Journal of Zoology Supplementary Series, no 93, p. 1-102.